# El Recuerdo, Ocosingo
El Recuerdo är en ort i Mexiko.   Den ligger i kommunen Ocosingo och delstaten Chiapas, i den sydöstra delen av landet, 800 km öster om huvudstaden Mexico City. El Recuerdo ligger 842 meter över havet och antalet invånare är 137.
Terrängen runt El Recuerdo är varierad. Runt El Recuerdo är det glesbefolkat, med 17 invånare per kvadratkilometer. Närmaste större samhälle är San Miguel, 1,7 km söder om El Recuerdo. I omgivningarna runt El Recuerdo växer i huvudsak städsegrön lövskog.